# Luperina leechi
Luperina leechi är en fjärilsart som beskrevs av Goater 1976. Luperina leechi ingår i släktet Luperina och familjen nattflyn. Inga underarter finns listade i Catalogue of Life.